# USS Akron (ZRS-4)
O USS Akron (ZRS-4) foi um dirigível da Marinha dos Estados Unidos entre 1931 e 1933. Foi a primeira aeronave do mundo construída com o propósito que servir como nave-mãe, levando consigo aeronaves parasitas. O seu caça parasita era o Curtiss F9C Sparrowhawk, que podia ser lançado e recolhido em pleno voo. Com um comprimento de 239 metros, o Akron e o seu semelhante Macon estavam entre os maiores dirigíveis alguma vez construídos. Embora o LZ 129 Hindenburg e o LZ 130 Graf Zeppelin II fossem 5,5 metros mais compridos e mais volumosos, estas duas aeronaves alemãs eram enchidas com hidrogénio, enquanto os dois semelhantes americanos eram as maiores aeronaves enchidas com hélio.
O Akron foi destruído durante uma tempestade de relâmpagos, na costa de Nova Jersey, na manhã de 4 de Abril de 1933, ceifando a vida a 73 dos 76 tripulantes e passageiros. Este incidente é considerado um dos acidentes mais mortais envolvendo dirigíveis.